# Zymoetz River
Zymoetz River är ett vattendrag i Kanada.   Det ligger i provinsen British Columbia, i den sydvästra delen av landet, 3 800 km väster om huvudstaden Ottawa.
I omgivningarna runt Zymoetz River växer i huvudsak blandskog. Trakten runt Zymoetz River är nära nog obefolkad, med mindre än två invånare per kvadratkilometer.